# 오바쿠역
오바쿠역(일본어: 黄檗駅, おうばくえき 오우바쿠에키[*])은 일본 교토부 우지시에 있는 게이한 전기 철도·서일본 여객철도의 철도역이다. 양쪽 역 모두 이코카·피타파 및 제휴 교통카드의 사용이 가능하다. 두 역은 서로 인접해있지만, 연락 통로는 없다.

## 역 구조

### 게이한 전기 철도
상대식 승강장으로 2면 2선 형태의 지상역이다. 곡선 상에 지어져 있어 열차와 승강장 사이의 틈이 넓다. 개찰구는 상행선과 하행선이 별도로 설치되어 있기 때문에 승강장 횡단은 불가능하다. 주쇼지마 방면 개찰구에만 역무원이 상주하고 있다.
| 승강장 | 노선      | 방향 | 행선                                                   |
| ------ | --------- | ---- | ------------------------------------------------------ |
| 1      | ■ 우지 선 | 상행 | 주쇼지마 · 요도야바시 · 나카노시마 · 데마치야나기 방면 |
| 2      | ■ 우지 선 | 하행 | 우지 방면                                              |

### 서일본 여객철도
상대식 승강장으로 2면 2선 형태의 지상역이다. 교행 설비가 갖추어져 있다. 우지 역 관할권에 있으며 역 업무는 JR 서일본 교통 서비스가 대신 하고 있다.
| 승강장 | 노선      | 방면 | 행선                 |
| ------ | --------- | ---- | -------------------- |
| 1      | ■ 나라 선 | 상행 | 교토 · 로쿠지조 방면 |
| 2      | ■ 나라 선 | 하행 | 우지 · 나라 방면     |

## 이용 현황
| 연도   | JR 서일본          | 게이한             |
| 연도   | 1일 평균 승차 인원 | 1일 평균 승차 인원 |
| ------ | ------------------ | ------------------ |
| 1999년 | 3,855              | 3,257              |
| 2000년 | 3,945              | 3,282              |
| 2001년 | 3,860              | 3,236              |
| 2002년 | 3,814              | 3,148              |
| 2003년 | 3,716              | 3,096              |
| 2004년 | 3,633              | 3,096              |
| 2005년 | 3,556              | 3,200              |
| 2006년 | 3,441              | 3,282              |
| 2007년 | 3,402              | 3,322              |
| 2008년 | 3,436              | 3,458              |
| 2009년 | 3,392              | 3,408              |
| 2010년 | 3,400              | 3,460              |
| 2011년 | 3,311              | 3,552              |
| 2012년 | 3,403              | 3,604              |
| 2013년 | 3,353              | 3,732              |
| 2014년 | 3,353              | 3,773              |
| 2015년 | 3,459              | 3,811              |

## 역세권 정보
- 교토 대학 우지 캠퍼스
- 만푸쿠 사

## 역사
- 1913년 6월 1일 - 게이한 전철 우지 선의 개업에 따라 설치되었다. 당시의 역명은 오바쿠야마역이었다.
- 1926년 - 오바쿠역으로 개칭되었다.
- 1943년 10월 1일 ~ 1949년 12월 1일 - 게이한신 급행 전철 (지금의 한큐 전철)의 소속이 되었다가, 회사 분리에 따라 다시 게이한 전기 철도의 소속이 되었다.
- 1961년 4월 21일 - 일본국유철도 나라 선의 역이 고하타 ~ 우지 사이에 신설되었다.
- 1987년 4월 1일 - 일본국유철도 소속 오바쿠 역이 민영화에 따라 서일본 여객철도 소속이 되었다.
- 2003년 11월 1일 - 서일본 여객철도 소속 역에서 이코카의 사용이 개시되었다.

## 인접정차역
| 서일본 여객철도            | 서일본 여객철도 | 서일본 여객철도          |
| -------------------------- | --------------- | ------------------------ |
| 고하타 교토 방면           | ■ 나라 선       | 우지 나라 방면           |
| 게이한 전기 철도           |                 |                          |
| KH 74 고와타 주쇼지마 방면 | ■ 우지 선       | 미무로도 KH 76 우지 방면 |